# سید یوسف حلیم
سید یوسف حلیم (زاده ۱۳۳۸ خورشیدی - ولایت ننگرهار) سیاستمدار، سرپرست اسبق وزارت عدلیه افغانستان و رئیس سابق دیوان عالی افغانستان است. حلیم در دولت دوم حامد کرزی پس از فوت حبیب الله غالب به عنوان سرپرست وزارت عدلیه افغانستان تعیین و در دولت وحدت ملی از طرف رئیس‌جمهور محمد اشرف غنی به عنوان رئیس دادگاه عالی افغانستان معرفی شد.

## زندگی نامه
سید یوسف حلیم زاده ۱۳۳۸ از ولایت ننگرهار است. وی در سال ۱۳۴۳ تحصیلات مدرسه خود را آغاز کرد و در سال ۱۳۵۵ از مدرسه فارغ التحصیل شد. وی در سال ۱۳۵۶ دانشگاه کابل راه یافت و توانست لیسانس حقوق و علوم سیاسی را از این دانشگاه کسب کند. وی پس از آن تحصیلات خود را در دوره ماستری/کارشناسی ارشد در رشته حقوق عمومی در دانشگاه آزاد اسلامی واحد افغانستان به پایان رسانید. وی رتبه علمی در بخش قانونگذاری را کسب کرد.

### فعالیت‌ها
- ۱۳۶۴ - ۱۳۶۷: عضو مسلکی دیپارتمنت قوانین جزایی انستتیوت امور قانونگذاری و تحقیقات علمی حقوقی.[۱]
- ۱۳۶۴ - ۱۳۶۹: عضو مسلکی دیپارتمنت مطالعه و تشریح قوانین انستتیوت امور قانونگذاری.[۱]
- ۱۳۶۹ - ۱۳۷۱: معاون دیپارتمنت مطالعه و تشریح قوانین انستتیوت امور قانونگذاری و تحقیقات علمی حقوقی.[۱]
- ۱۳۷۱ - ۱۳۷۵: رئیس دیپارتمنت مطالعه و تشریح قوانین انستتیوت امور قانونگذاری و تحقیقات علمی حقوقی.[۱]
- ۱۳۷۶ - ۱۳۷۸: معاون ریاست عمومی انستتیوت امور قانونگذاری و تحقیقات علمی حقوقی.[۱]
- ۱۳۷۷ - ۱۳۷۹: عضو مسلکی دیپارتمنت قوانین حقوق بین‌الملل انستتیوت امور قانونگذاری و تحقیقات علمی حقوقی.[۱]
- ۱۳۷۹ - ۱۳۸۱: معاون انستتیوت امور قانونگذاری و تحقیقات علمی حقوقی.[۱]
- ۱۳۸۱ - ۱۳۸۸: رئیس عمومی انستتیوت امور قانونگذاری و تحقیقات علمی حقوقی.[۱]
- ۱۳۸۹ - ۱۳۹۰: معین اداری وزارت عدلیه.[۱]
- ۱۳۹۰ - ۱۳۹۳: معین مسلکی وزارت عدلیه.[۱]
- ۱۳۹۳ - ۱۳۹۴: معین مسلکی و سرپرست وزارت عدلیه.[۱]
- ۵ اسد ۱۳۹۴ - تاکنون : رئیس دادگاه عالی افغانستان/ستره محکمه.[۴]